# Стандартные условия
Стандартные условия для температуры и давления — значения температуры и давления, с которыми соотносятся значения других физических величин, зависящих от давления и температуры. Принятые в разных дисциплинах и разных организациях точные значения давления и температуры в стандартных условиях могут различаться, поэтому указание значений физических величин (например, молярного объёма газа, электродного потенциала, скорости звука и так далее) без уточнения условий, в которых они приводятся, может приводить к ошибкам. Наряду с термином «стандартные условия» применяется термин «нормальные условия».

## Стандартные условия ИЮПАК
Для обеспечения единообразия представления характеристик в научной и справочной литературе ИЮПАК в 1982 году установил следующие стандартные условия:
- стандартное давление для газов, жидкостей и твёрдых тел, равное 105 Па (100 кПа, 1 бар);
- стандартная температура для газов, равная 273,15 К (0 °С, 32 °F);[нет в источнике]
- стандартная молярность для растворов, равная 1 моль/л.

При этих условиях ионное произведение дистиллированной воды составляет KW =1,0⋅10−14 моль²/л².
До 1982 года значение стандартного давления было установлено равным 101 325 Па = 1 атм = 760 мм рт. ст. Также в справочниках в качестве стандартных условий может указываться температура 298 K, либо +25 °С (298,15 К). Однако такая температура не установлена ИЮПАК в качестве стандартной, поэтому при использовании справочных данных всякий раз необходимо уточнять, при каких значениях приводятся величины.

## Нормальные условия
Следует различать «стандартные условия» и так называемые «нормальные условия», которые используются в справочниках, стандартах и ГОСТ, например в ГОСТ Р ИСО 10396-2006, ГОСТ Р 51847-2001, ГОСТ Р 52200-2004  или «Рекомендациях по метрологии Р 50.2.068-2009». «Нормальные условия» не регламентируются ИЮПАК и их точные значения необходимо уточнять для каждого случая отдельно. Существуют документы регламентирующие установление "нормальных условий" для конкретного изделия или действия, например, ГОСТ 8.395-80, ГОСТ 8.050-73 и ГОСТ 15150-69.
В русскоязычных учебниках и справочниках по физике и технике термин "нормальные условия" (н.у.) издавна употребляется наравне со "стандартными условиями". При этом температура и давление нередко указываются явно при каждом упоминании термина.

## Химическая термодинамика
В справочниках термодинамические параметры веществ приводят для стандартного состояния, под которым понимают состояние наиболее стабильной формы вещества (газ, жидкость или твёрдое тело) при давлении 1 бар = 100 000 Па и температуре 298,15 К. Либо указывают на агрегатное состояние вещества и уточняют условия определения (зачастую в виде зависимости параметра от температуры и (или) давления, либо от одного из определяющих параметров (T, P), при заданной постоянной величине другого: изобара (T=var., P=const.), изотерма (T=const., P=var.))

## Другие области
В различных областях техники условия нормируются стандартами ГОСТ или ИСО.

### Авиация
Международная организация гражданской авиации (ICAO) определяет международную стандартную атмосферу (англ. International Standard Atmosphere, ISA) на уровне моря с температурой +15 °C, атмосферным давлением 101 325 Па и относительной влажностью 0 %.
Она используется при расчётах движения летательных аппаратов.

### Газовое хозяйство
Газовая отрасль Российской Федерации при расчётах с потребителями использует атмосферные условия по ГОСТ 2939—63:
- температура +20 °С (293,15 К);
- давление 760 мм рт. ст. (101 325 Н/м²);
- влажность равна 0.